# Dina Mihalcea
Dina Alexandra Mihalcea (n. 1915, București, România – d. ?) a fost o actriță română de teatru și film, aleasă Miss România în anul 1933. Din 1955, la început sub îndrumarea directă a maestrului cehoslovac Kristóf Malek, Mihalcea a devenit și o foarte cunoscută dresoare de lei.

## Biografie

### Actriță
Tatăl Dinei Mihalcea, medicul bucureștean Toma Mihalcea, descindea dintr-o veche familie din Slatina, iar mama sa dintr-o familie transilvăneană din zona Blajului. Dina a fost singurul copil al celor doi soți, care erau „o cunoscută și onorabilă familie, apreciată în cercurile bucureștene”. Fata a iubit animalele încă din copilărie și a avut la un moment dat 15 pisici de Angora, ceea ce explică și cariera sa de dresoare de mai târziu.
În 1933, la vârsta de 18 ani, tânăra Mihalcea a intrat la Conservatorul Regal de Muzică și Artă Dramatică, în clasa Maria Filotti, la specialitatea dramă și comedie. În fondul arhivistic al CNSAS se află un dosar întocmit de Serviciul Special de Informații care o privește pe Dina Cocea. Într-o filă de jurnal prezentă la dosar, marea actriță o caracteriza pe Dina Mihalcea astfel:
„Dina este de o inteligență mai mult decît obișnuită, are spirit ager și ascuțit în sesizarea anumitor situații. Foarte instinctivă. Este dominată de simțuri. Deloc feminină. Foarte sportivă. Fire foarte dezordonată, cînd foarte generoasă și bună, cînd de o răutate vindicativă. [...] acum te sărută, te sufocă aproape cu îmbrățișările ei, peste zece minute te înjură de mamă. [...] Genul ei te prinde la început pentrucă e sincer. Și efectiv ea e sinceră. Numai că din pricina dezechilibrului și sinceritatea sentimentelor ei poate deveni primejdioasă dînd loc la acțiuni perfide – care acestea nu se mai datoresc firei ei ci mediului, influențelor și vieții care a dus-o și care au influențat-o. Pentrucă se complace să se înconjoare de oameni vulgari, dar nu acesta este fondul ei [...]. Din mediul teatral însă a luat tot ce era rău.”
Din același dosar rezultă și că Dina Cocea a furnizat Serviciului Special de Informații informații despre Mihalcea, acuzând-o că a adăpostit soldați germani răniți, pe care i-a ajutat apoi să fugă din București.
Tot în 1933, avantajată de fizicul foarte plăcut, Dina Mihalcea a participat la concursul de frumusețe Miss România organizat de revista Ilustrațiunea Română, concurs afiliat la Miss Europe - Miss Universe. Ea a fost selecționată în finală și, în urma deliberărilor juriului, a fost aleasă Miss România 1933, devansându-le pe celelalte două finaliste, Susette Iupceanu și Puica Dumitrescu. După câștigarea concursului din România, Mihalcea și mama sa s-au deplasat la Madrid, unde tânăra studentă a participat la ediția din acel an a Miss Europe 1933(en). Titlul de frumusețe a adus-o pe tânăra studentă în atenția publică și a presei. Spre exemplu, un număr din august 1933 al ziarului Dimineața o menționa pe Mihalcea printre persoanele cunoscute care au vizitat stațiunea Techirghiol. Totuși, titlul de „Miss România” nu a impresionat-o și pe profesoara Maria Filotti, care a admonestat-o sever pe studenta sa după ce aceasta chiulise de la o repetiție, încurcând programul întregii clase.
După absolvirea facultății, Dina Mihalcea a jucat pe scena Teatrului Național, la Sala Studio sau la Teatrul Nostru, o companie care funcționa în sala de la subsolul Teatrului Comedia și era condusă de Dina Cocea, Fory Etterle, Eugenia Zaharia și Petre Nove. Ulterior, ea a devenit co-directoarea acestuia din urmă.
A apărut în nenumărate piese, drame sau comedii, printre care Suferințele tânărului Werther (în regia lui Soare Z. Soare), Suflete tari (de Camil Petrescu), Cavalcada (după Noël Coward), Baronul (după Mihail Sorbul), Să divorțăm! (după Victorien Sardou și Émile de Najac) sau Capul de rățoi (de George Ciprian). A jucat în mai multe rânduri și la Sala Savoy a Teatrului „Constantin Tănase”. În 1947, într-un scurt interviu din publicația Rampa, Mihalcea mărturisea că și-ar fi dorit să joace „o eroină din teatrul lui Shakespeare”.
O perioadă a fost căsătorită cu actorul George Demetru și a apărut pe afiș sub numele Dina Mihalcea-Demetru.
După război, actrița a debutat și în film. Împreună cu Ion Lucian, Lulu Savu și Puiu Maximilian, Dina Mihalcea s-a deplasat la Budapesta, unde a luat parte la turnarea filmului Două lumi și o dragoste, în regia lui Viktor Gertler. Filmul a fost realizat în trei versiuni, maghiară (sub numele Hazugság nélkül), română și germană, și a fost finanțat de industriașul timișorean Géza Pollák, tatăl actriței Ági Polly, singura care a jucat în toate cele trei variante. Versiunea în limba română a fost lansată în 1947, iar la premieră a fost prezent și premierul instalat de comuniști, Petru Groza.
În anii '50-'60 a continuat să joace la Teatrul Național din București și la mai nou-înființatele teatre Nottara și Odeon, dar și la Teatrul de Stat din Sibiu, unde a avut o relație amoroasă cu Radu Stanca. În perioada sibiană, deși nu era membră de partid, a fost lăudată de Constantin Popovici, primarul de la acea vreme al orașului, care a remarcat că actrița a „contribuit la îmbunătățirea calității spectacolelor”. Totuși, Popovici a notat și că „o serie de actori printre care și Dina Mihalcea au eșiri nervoase și sunt indisciplinați”.

### Dresoare

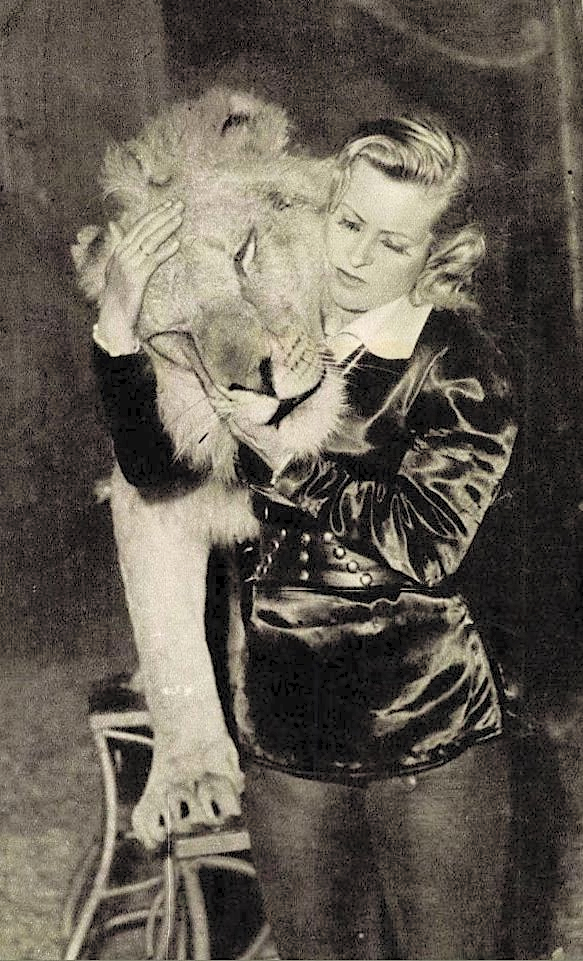
Dina Mihalcea și unul din leii săi.

Conform unui articol din Scînteia tineretului, publicat în aprilie 1956, Dina Mihalcea a început să dreseze animale încă de la vârsta de 6 ani, când a încercat să domesticească pisici sălbatice. A fost apoi atrasă de cai și călărie. În 1947, ea a participat la un concurs hipic de sărituri organizat la Hipodromul Băneasa și s-a clasat pe locul al doilea la acea probă. Câțiva ani mai târziu, Mihalcea a obținut mai multe titluri de campioană republicană a României la călărie-dresaj. A practicat și alte sporturi, spre exemplu gimnastică, tenis sau ping-pong.
În anii 1950, Dina Mihalcea s-a întors la pasiunea din copilărie: dresura felinelor. Ea a reușit să îl convingă pe maestrul cehoslovac Kristóf Malek, aflat în turneu în România, să o învețe să îmblânzească lei. Acesta a fost la început reticent, nefiind încântat să împărtășească tehnicile meseriei „unei profane, unei actrițe dramatice”. Puii de leu au fost aduși de la Leipzig când aveau doar câteva luni, iar Mihalcea i-a hrănit zilnic, pentru ca ei să se obișnuiască cu vocea și cu mirosul ei. Apoi a început să intre în cușca leilor noaptea, împreună cu îmblânzitorul Malek, pentru a evita ca prezența altor persoane să irite animalele. După circa trei luni de lucru împreună, Malek a lăsat-o singură cu leii în cușcă și i-a confirmat că va deveni dresoare.
Dina Mihalcea a fost prima femeie dresor de lei din România. După un an de lucru cu Kristóf Malek, Mihalcea a debutat în arenă în 1956, la Brașov, împreună cu trupa Circului de Stat din București, și a devenit rapid un fenomen. La Sibiu, oraș în care actrița jucase ani de zile pe scena teatrului local, spectacolele s-au desfășurat cu casa închisă toate cele trei săptămîni cât trupa de circ a rămas în localitate. Zeci de căruțe ale țăranilor din satele din împrejurimi au rămas în jurul circului pe toată perioada reprezentațiilor. Interesul spectatorilor s-a menținut constant în toate localitățile vizitate de trupa de circ. În 1958, spre exemplu, la Târgu Mureș, dresura de lei a Dinei Mihalcea a fost unul din numerele cele mai așteptate de public. O cronică de presă din acea perioadă menționa că „Dina Mihalcea s-a evidențiat prin familiaritatea, prin siguranța cu care «tratează» puternicul leu și cele trei leoaice”. Artista se deplasa printre animale cu mâinile goale, fără să recurgă la bici, iar ziarul notează că „ea își vîră capul la un moment dat între fălcile leului, îl «călărește», calcă pe el, face ca animalele să sară prin cercul de foc”, executând aceste periculoase numere de dresură „cu calm și modestie”.
Mihalcea și leii săi au întreprins turnee și în străinătate, în R. P. Bulgaria sau Uniunea Sovietică. A continuat mulți ani să se bucure de succes și a renunțat la dresura de lei pe când era încă „în culmea gloriei”, atunci când a sesizat o dificultate în stăpînirea acestor animale, evitând astfel soarta altor dresori, spre exemplu Lidia Jiga, care a fost ucisă în arenă de unul din leii săi.
După ce a renunțat la lei, Dina Mihalcea nu s-a retras din lumea spectacolului, ci a continuat să participe la reprezentațiile Circului de Stat prin dresuri de cimpanzei. O fotografie din 1979, publicată în revista Săptămîna, o înfățișează pe Mihalcea alături de doi dintre cimpanzeii săi. Tot în 1979, actrița a fost distribuită în filmul Mihail, cîine de circ, regizat de Sergiu Nicolaescu. În film, Mihalcea primește un câine pe care îl transformă mai apoi într-o vedetă a spectacolelor de circ.

## Filmografie
- Două lumi și o dragoste (1947)
- Mihail, cîine de circ (1979) - doamna Mary Collins, asociata lui Del Mar

## Distincții
- Medalia „A cincea aniversare a Republicii Populare Române” (24 decembrie 1952) „pentru lupta și munca duse în vederea făuririi, consolidării și prosperării Republicii Populare Române”[35]
- Ordinul Muncii clasa a III-a (23 ianuarie 1953) „pentru merite deosebite, pentru realizări valoroase în artă și pentru activitate merituoasă”[26][36]
- titlul de Artist Emerit al Republicii Populare Române (28 ianuarie 1954) „cu ocazia împlinirii a cinci ani de activitate a Teatrului de Stat din Timișoara, Teatrului Maghiar de Stat din Cluj, Teatrului de Stat din Sibiu, Teatrului Secuesc de Stat din Tg. Mureș, Teatrului de Stat din Orașul Stalin, Teatrului Evreesc de Stat din București și pentru merite deosebite în activitatea artistică”[37]